# سلطان أباد (تشاراويماق)
سلطان أباد (بالفارسية: سلطان‌آباد) هي منطقة سكنية تقع في قسم ورقه الريفي في إيران. يقدر عدد سكانها بـ 122 نسمة .